# ことぶきウォーズ
『ことぶきウォーズ』（Kotobuki Wars）は、TBS系列の『ドラマ30』（月～金13:30～14:00）で2004年10月4日から12月3日までの2か月間放送された連続帯ドラマ。CBCテレビ制作。

## あらすじ
春野真理（西尾まり）はバツイチのウエディングプランナー。真理の2度目の結婚式の日、夫となる男・竹田哲男（藤元英樹）との相性に疑問を抱いた真理は、牧師の前で結婚を取りやめ、破談宣言。真理は父や妹を慌てさせる。
物語は、真理が勤務する結婚式場にやってくるカップルやその親たちのエピソードをもとに、現代日本の結婚事情を暖かくコミカルに風刺を効かせて描いてゆく。

## キャスト
春野真理
演 - 西尾まり
春野平太郎
演 - 秋野太作
春野美奈
演 - 邑野未亜
磯部秋子
演 - 岡本麗
矢沢雄介
演 - 宇崎慧
西山由紀子
演 - 島田珠代
竹田哲男
演 - 藤元英樹
中田さおり
演 - 津坂早紀
小野千恵
演 - 中村かすみ
絵里
演 - 朝倉佳代
河合波子
演 - 筒井真理子
司祭
演 - Ian Walker

## スタッフ
脚本
- 畑嶺明

プロデューサー
- 山本恵三
- 冨永晃一

アシスタントプロデューサー
- 大羽秀樹

演出
- 小森耕太郎
- 堀場正仁
- 西村信
- 松井智人

制作協力
- CBCクリエイション

製作著作
- CBCテレビ

## 主題歌
- aki 『愛を止めないで』（作詞・作曲：小田和正/編曲：松原憲）